# Soflab Technology
Soflab Technology – przedsiębiorstwo świadczące usługi IT w obszarze zapewniania jakości. Spółka została utworzona w 2008 roku w Katowicach. Obecnie znajduje się w TOP3 największych firm testujących w Polsce w rankingu TOP200 Raportu Computerworld.

## Działalność
Do podstawowych obszarów działalności firmy należy świadczenie usług kompleksowego testowania rozwiązań i systemów IT.  
Soflab Technology realizuje projekty dla przedsiębiorstw na polskim i zagranicznym rynku z sektorów: telekomunikacji, bankowości i finansów, ubezpieczeń, ochrony zdrowia, retail, energetyki i przemysłu oraz administracji publicznej. Firma oferuje również autorskie rozwiązanie do anonimizacji danych wrażliwych na środowiskach nieprodukcyjnych i produkcyjnych – Soflab G.A.L.L. Narzędzie zapewnia bezpieczeństwo danych wrażliwych na środowiskach testowych, spójność i wartość biznesową danych oraz relewantność statystyczną danych. Ponadto Soflab Technology dostarcza własne narzędzie do automatyzacji testów – Large Scale Loader oraz rozwiązanie do raportowania wyników testów automatycznych – TARS.

### Partnerstwa
Soflab Technology współpracuje z wiodącymi dostawcami narzędzi IT, co potwierdza pozycję lidera w zakresie zapewniania jakości oprogramowania. Firma jest jedynym partnerem Tricentis w Europie, specjalizującym się w trzech kluczowych obszarach: automatyzacji testów (Tosca), zarządzaniu testami (qTest) oraz testowaniu wydajności (NeoLoad). Ponadto Soflab posiada partnerstwo z Atlassian, obejmujące sprzedaż licencji i wdrożenia popularnych narzędzi, takich jak Jira, Confluence oraz Bitbucket. Firma współpracuje również z Inflectra, AutomateNOW, SmartBear Software, Ranorex i OpenText, dzięki czemu oferuje kompleksowe wsparcie technologiczne swoim klientom. 

## Historia
2008: 
- Rozpoczęcie działalności Soflab Technology w Katowicach[5]

2009:
- Realizacja pierwszych projektów w obszarze zarządzania testami oprogramowania
- Liczba pracowników: 10

2010:
- Utworzenie oddziału firmy w Warszawie
- Zawarcie pierwszej umowy ramowej

2011:
- Otwarcie oddziału firmy we Wrocławiu
- Wdrożenie systemu zarządzania bezpieczeństwem informacji ISO/IEC 27001:2005

2012:
- Rozpoczęcie pierwszego w Polsce projektu wieloletniego outsourcingu testów oprogramowania i Quality Assurance w instytucji publicznej (służba zdrowia)
- Zawarcie umowy na wyłączność z amerykańskim producentem narzędzi do zarządzania testami Inflectra Corporation

2013:
- Podpisanie kontraktu na pierwszy w Polsce projekt pełnego outsourcingu testowania i zapewnienia jakości oprogramowania dla polskiego oddziału międzynarodowej korporacji w oparciu o SLA i monitoring KPI
- Ponad 1 000 zrealizowanych projektów

2014:
- Otwarcie Centrum Testów Oprogramowania Soflab Technology w Warszawie
- Soflab Technology pierwszym w Polsce partnerem HP w modelu dostarczenia narzędzi testowania MSP
- Baza Klientów Soflab Technology powiększa się, liczba umów ramowych przekracza 30

2015: 
- Soflab Technology zostaje Partnerem dostawców narzędzi Atlassian, CA Technolgies, Checkmarx oraz SmartBear
- Brytyjski TEST Magazine umieszcza Soflab na liście 20 światowych liderów z dziedziny testowania oprogramowania
- Liczba zrealizowanych projektów przekracza 2 000

2016: 
- Soflab Technology rozwija obszar szkoleń, nawiązuje współpracę z ScaledAgile oraz iSQI - powstaje nowy brand FabrykaJakosci.pl
- Soflab Technology zostaje Delivery Service Vendor (DSV) w obszarze QA dla wdrożeń systemów BSS firmy Huawei
- Systematycznie rośnie liczba projektów realizowanych w Polsce i za granicą

2017: 
- Organizacja hackathonu w Nysie[6] i Wałbrzychu
- Brytyjski TEST Magazine umieścił Soflab Technology na liście 20 światowych liderów z dziedziny testowania oprogramowania

2018:
- Opracowanie nowego narzędzia do anonimizacji i pseudonimizacji danych - Soflab G.A.L.L.

2019:
- Fabryka Jakości, szkoleniowa organizacja Soflab Technology, oficjalnie otrzymała certyfikat ISO 9001:2015
- Soflab Technology rozwija ofertę w zakresie budowy rozwiązań do zarządzania usługami IT (ITSM)

2020:
- Soflab Technology przedłuża współpracę w zakresie zapewniania jakości w ramach programu P1 realizowanego w Centrum e-Zdrowia, zapewniającego kluczowe rozwiązania w okresie pandemii, tj. e-skierowania, e-recepty, czy też IKP
- Soflab Technology rozpoczyna dostarczanie rozwiązań testów automatycznych trzeciej generacji z wykorzystaniem technologii Tricentis

2021:
- Zrealizowane pierwsze wdrożenie platformy Continuous Testing Tricentis Tosca i qTest w obszarze testów środowisk SAP u kluczowego klienta z sektora energetycznego w Polsce
- Soflab Technology rozszerza ofertę w zakresie dostarczania specjalistów IT nie tylko w obszarze zapewniania jakości
- Pierwsze komercyjne wdrożenie własnego produktu Soflab G.A.L.L. do bezpiecznego zarządzania danymi w środowiskach nieprodukcyjnych

2022:
- Kolejne wdrożenia produktu Soflab G.A.L.L. wykorzystywanego do bezpiecznego zarządzania danymi w środowiskach nieprodukcyjnych
- Produkt Soflab G.A.L.L. wyróżniony Polską Nagrodą Innowacyjności przez Polską Agencję Przedsiębiorczości i Forum Przedsiębiorczości
- Kolejne wdrożenie platformy testów automatycznych Tricentis Tosca/qTest w obszarze testów środowisk SAP w jednej z największych firm z sektora retail w Polsce
- Partnerstwo z UiPath – dostawcą rozwiązań inteligentnej robotyzacji procesów biznesowych
- Przygotowana wirtualna wersja Szkoły Testera w postaci e-learningu: Mini Szkoła Testera

2023:
- Prace zespołowe nad rozpoznaniem nowych możliwości technologii AI

2024:
- Wypracowane własne podejście do testów chatbotów opartych na LMM

## Nagrody
- 2011 – wyróżnienie Jakość Roku w ramach VI Edycji największego ogólnopolskiego konkursu, którego celem jest wspieranie i rozwijanie wśród przedsiębiorstw pro-jakościowego podejścia do biznesu[7]
- 2018 - miejsce na liście 20 światowych liderów z dziedziny testowania oprogramowania[8]
- 2017 - miejsce na liście 20 światowych liderów z dziedziny testowania oprogramowania[9]
- 2016 - wyróżnienie biznesowe Gazele Biznesu przyznawane firmom przez Puls Biznesu za dynamiczny rozwój[10]
- 2015 - miejsce na liście 20 światowych liderów z dziedziny testowania oprogramowania[11]
- 2015  - laureat i złote godło w konkursie Najwyższa Jakość Quality International 2015 pod auspicjami European Organization For Quality, polskiego Ministerstwa Gospodarki oraz Klubu Polskie Forum ISO 9000[12]
- 2020 - tytuł Polska Nagroda Innowacyjności przyznawany przez Polską Agencję Przedsiębiorczości